# Flori duble

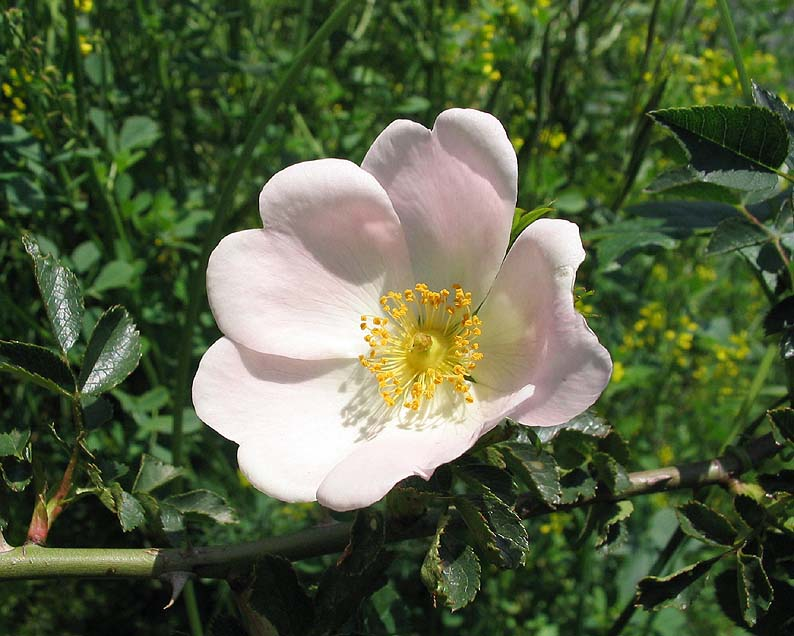
Floare simplă de măceș

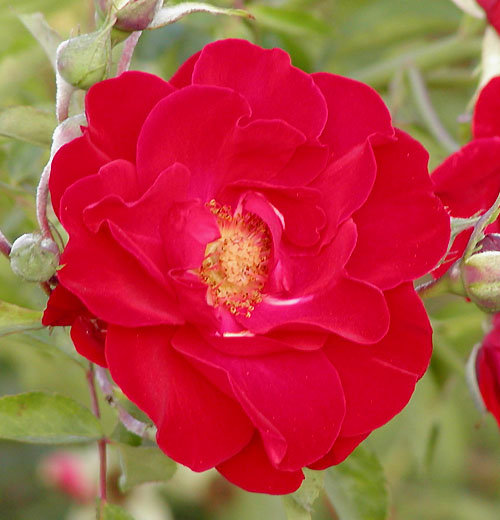
Roză cu floare semi-dublă (cu 15 petale)

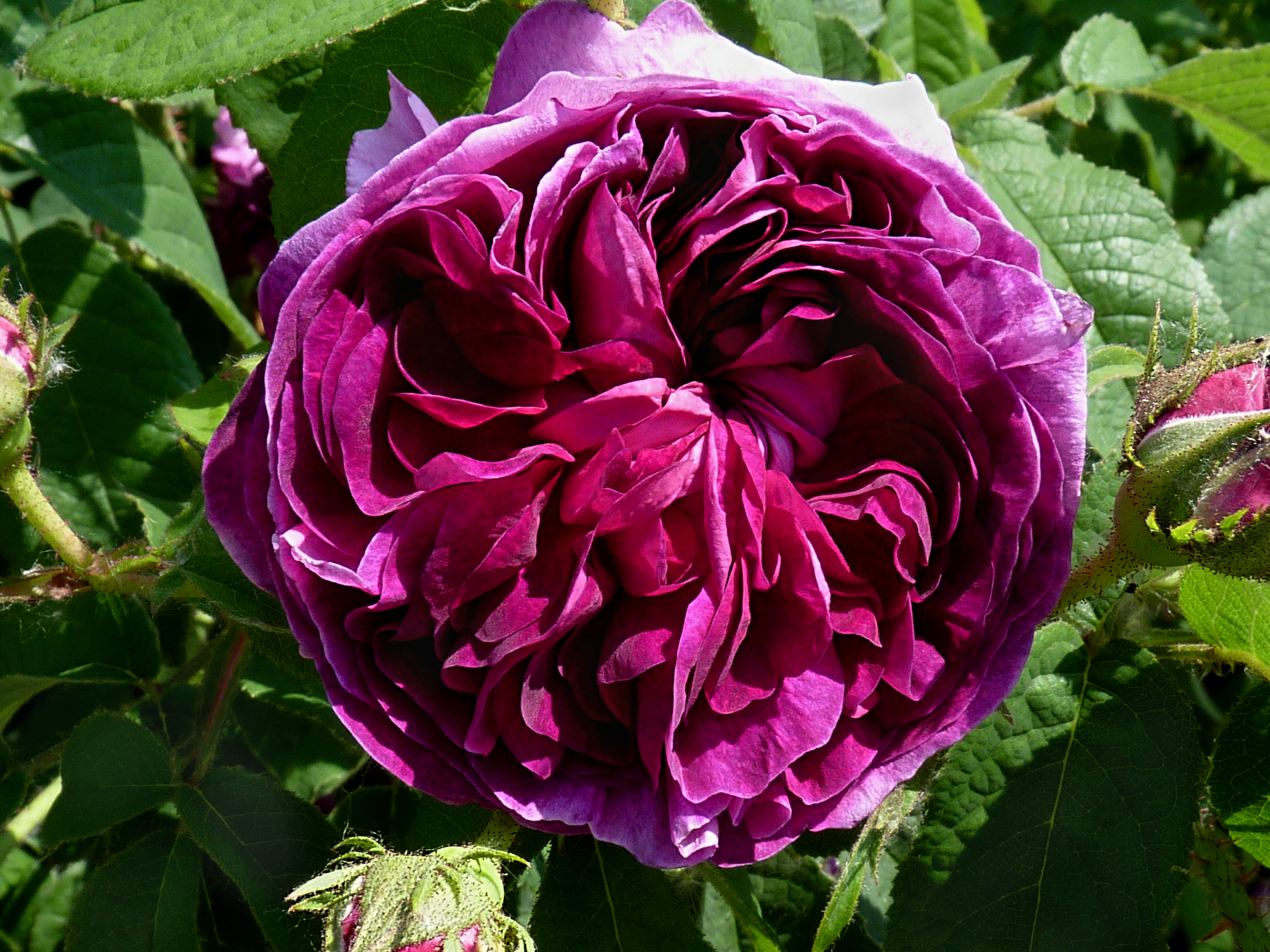
Roză cu floare dublă (peste 30 petale)

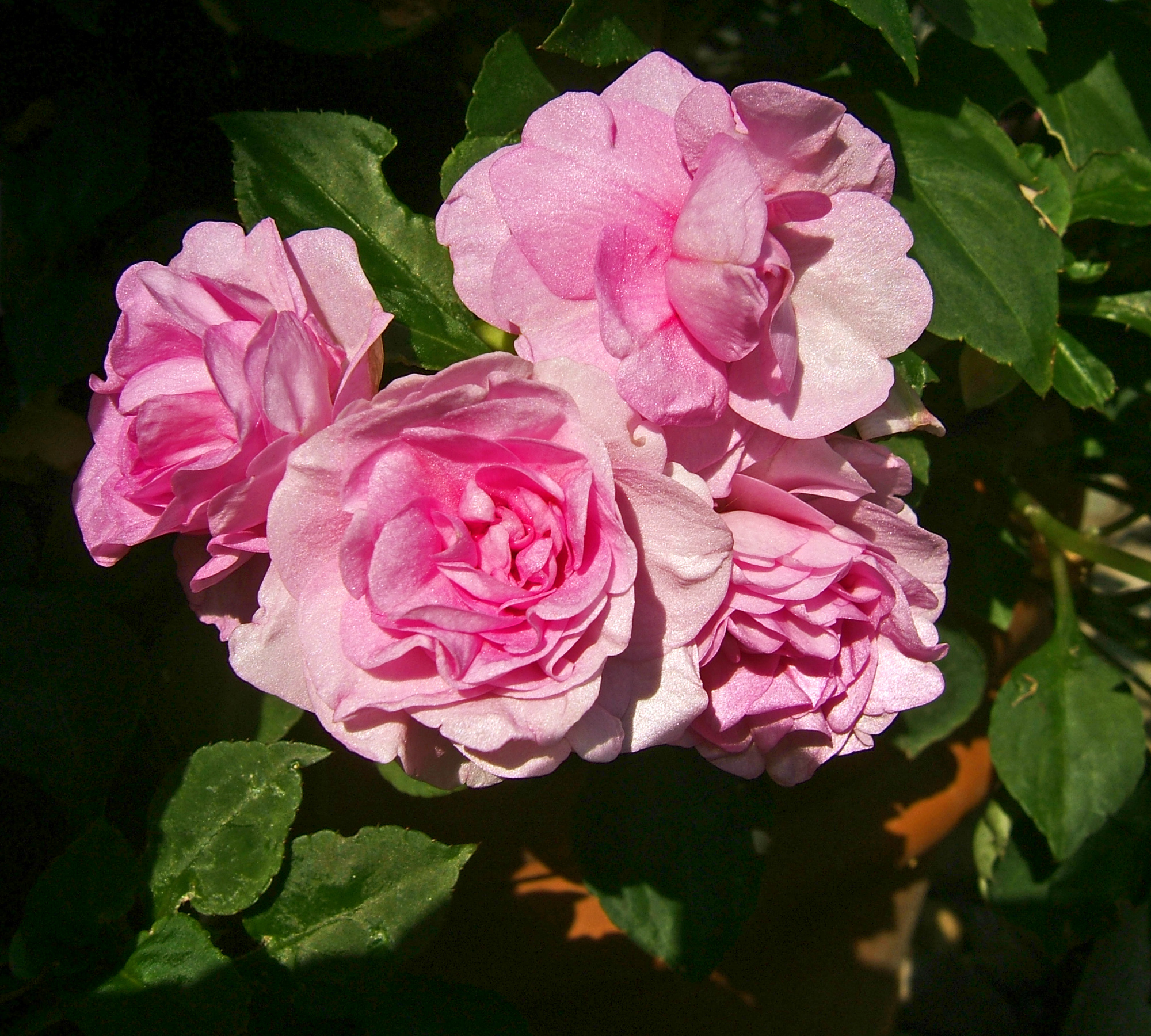
Varietate de flori duble la Impatiens walleriana (Sporul casei)

Prin atributul de flori duble se indică varietatea de flori a căror corolă prin reproducere au mai multe petale decât cele obișnuite și care se pot asemăna cu o floare în floare. În unele zone se mai numesc  și flori bătute.
În nomenclatura botanică, în cazul unor plante cu flori duble care nu se pot încadra distinct într-o anumita specie, se folosește după denumirea stiințifică abrevierea fl. pl. (din limba latină flore pleno "floare plină"). A fost tratată ca prima anomalie florală studiată și documentată în istoria botanicii.

## Galerie de poze

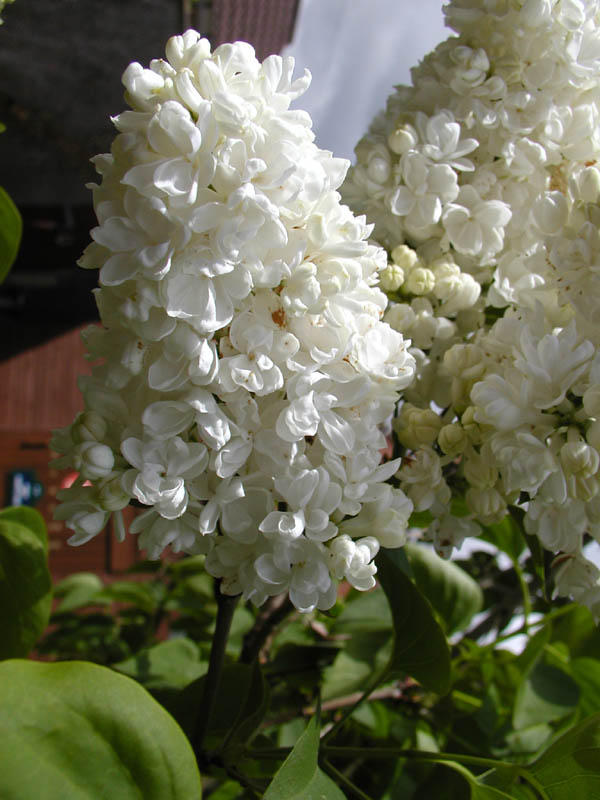
Liliac alb
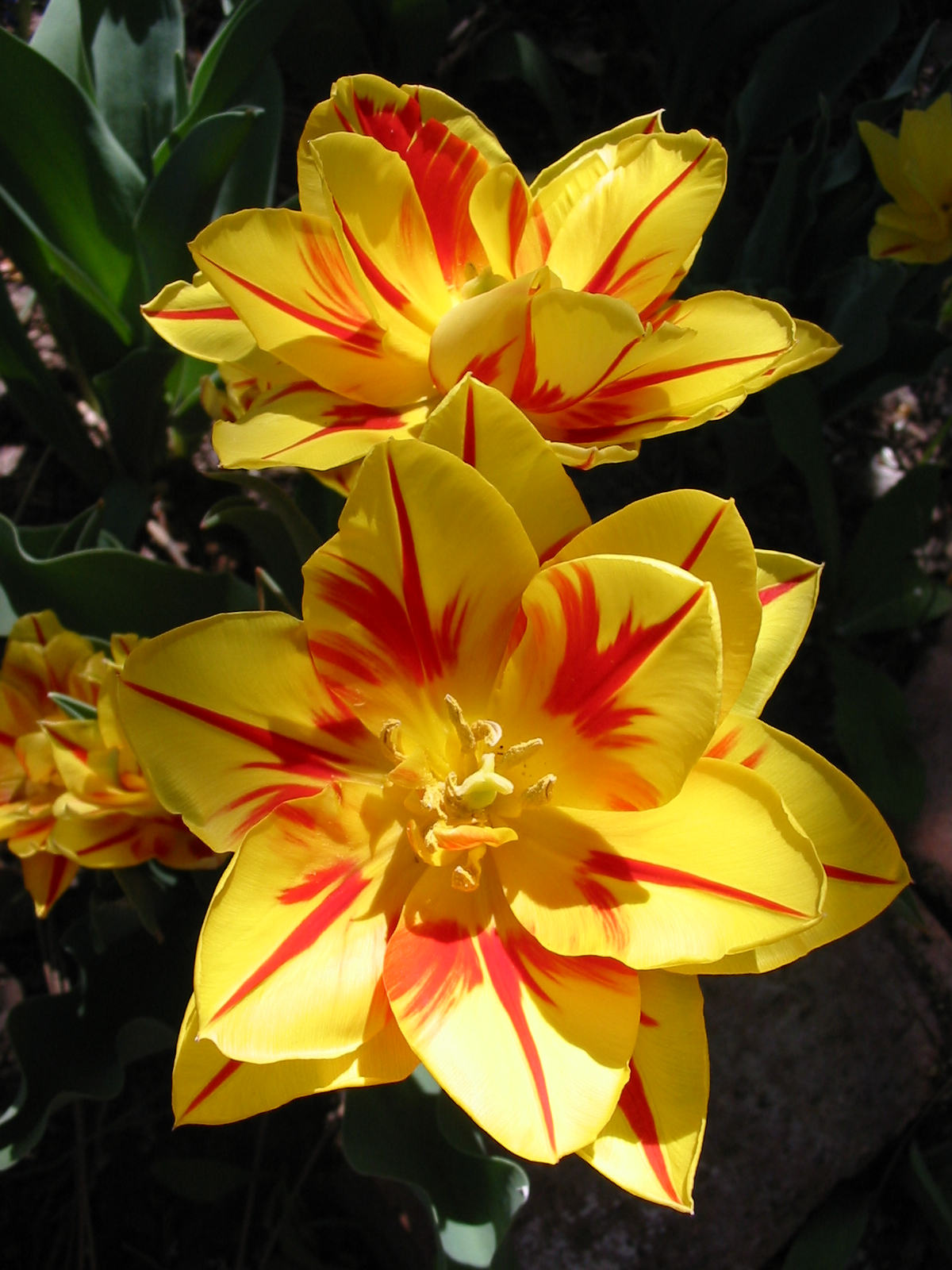
Lalele
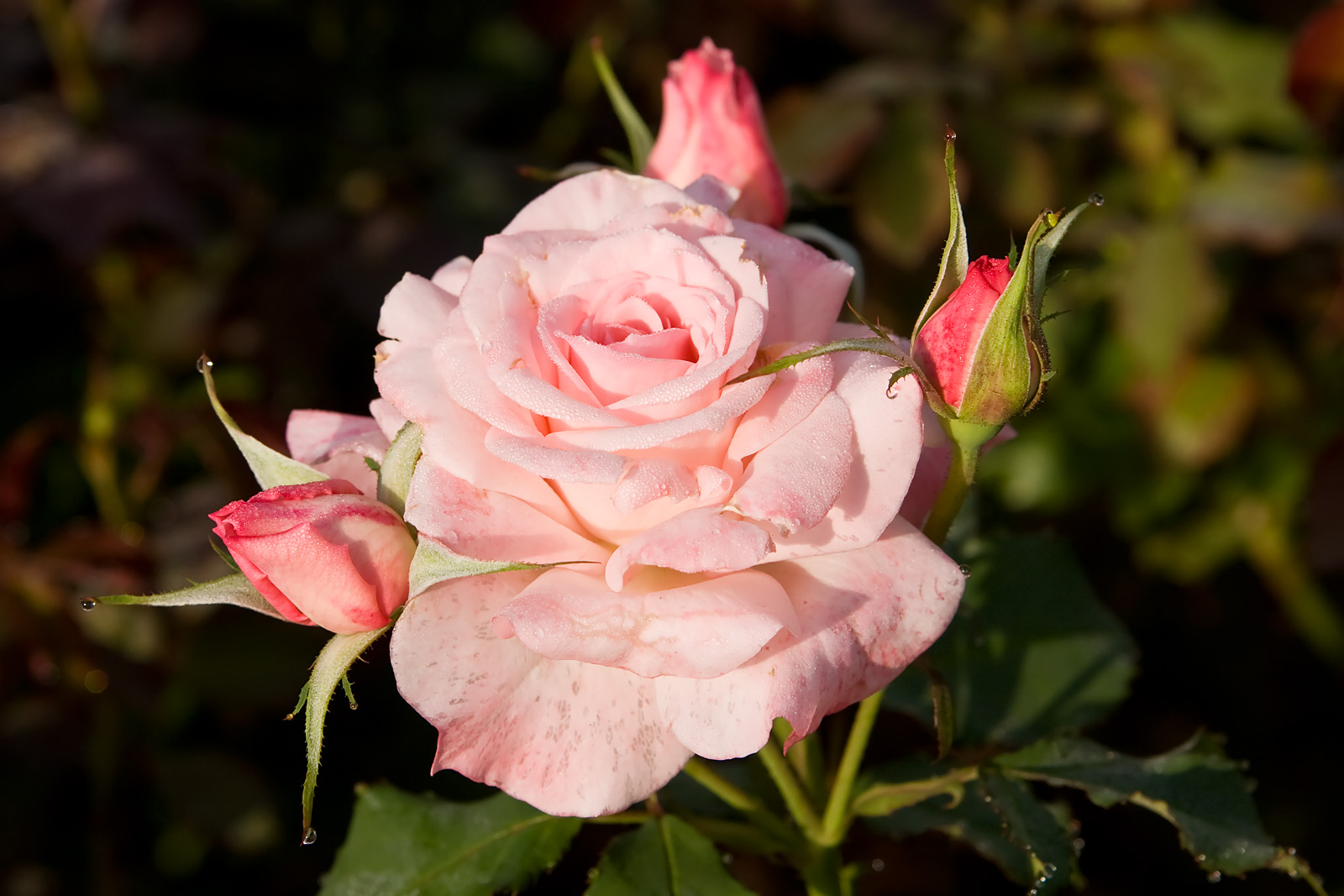
Trandafir cu flori duble
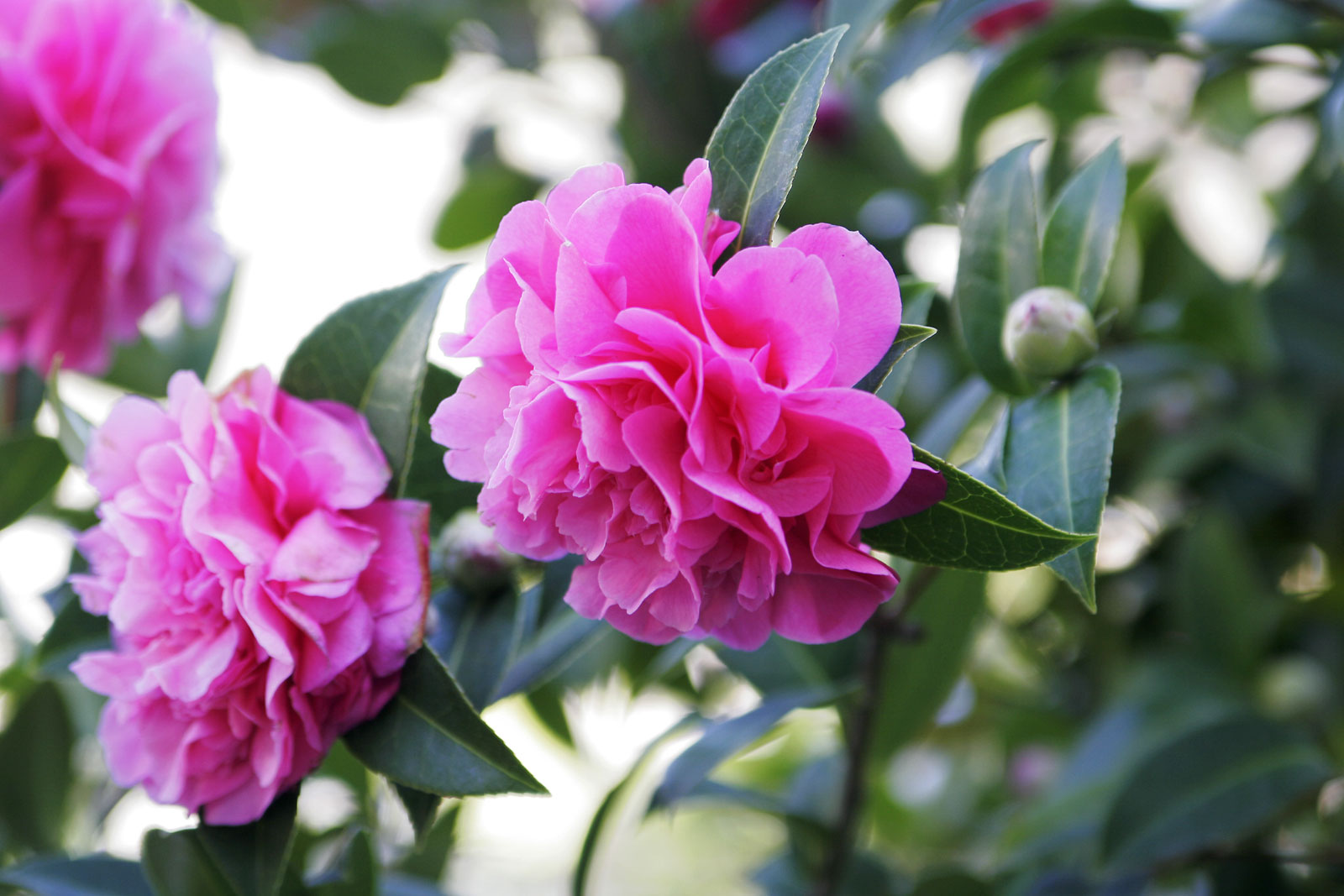
Camelie cu flori duble
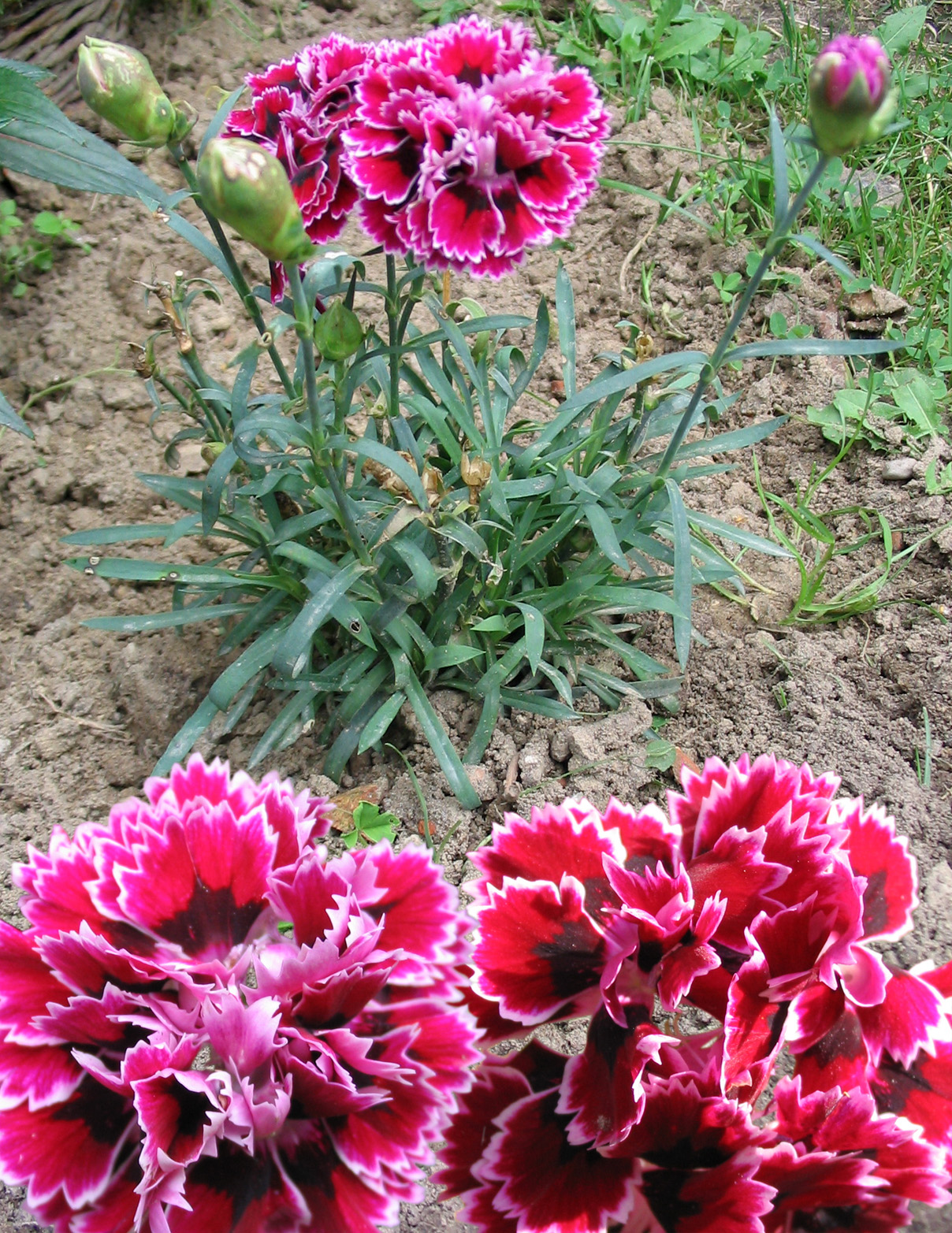
Garoafă cu  flori duble
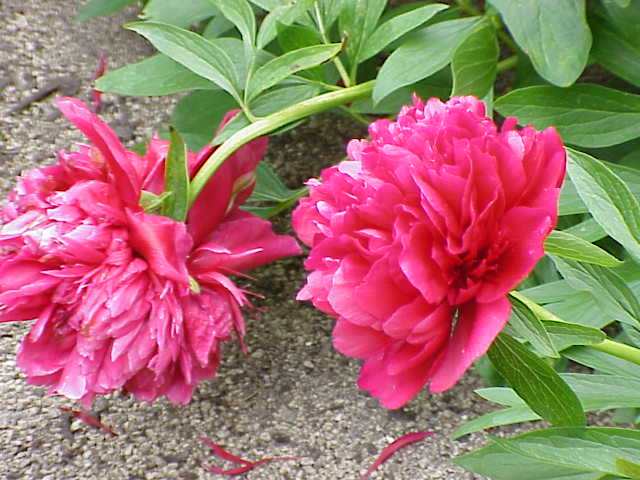
Bujor
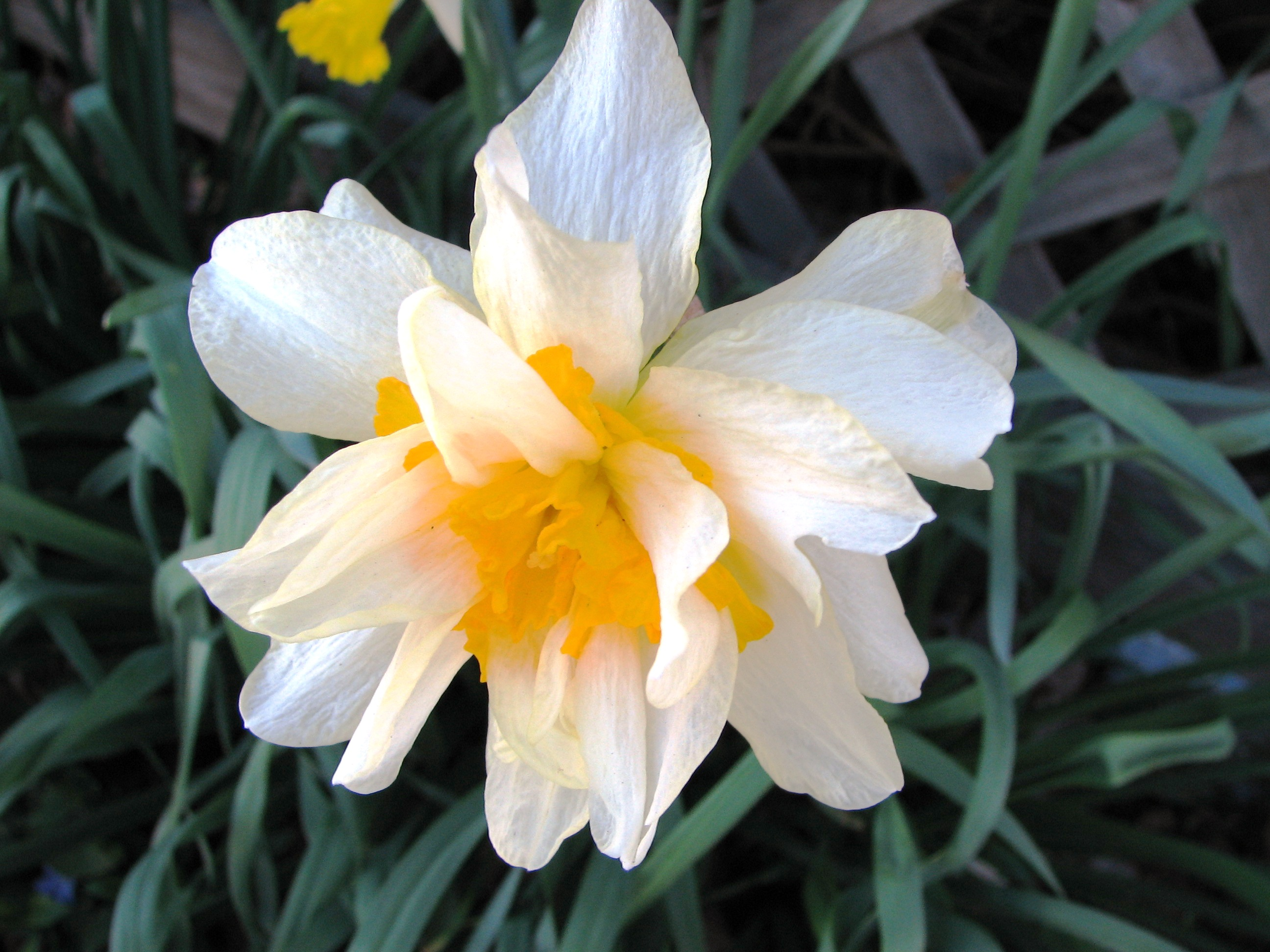
Narcisă
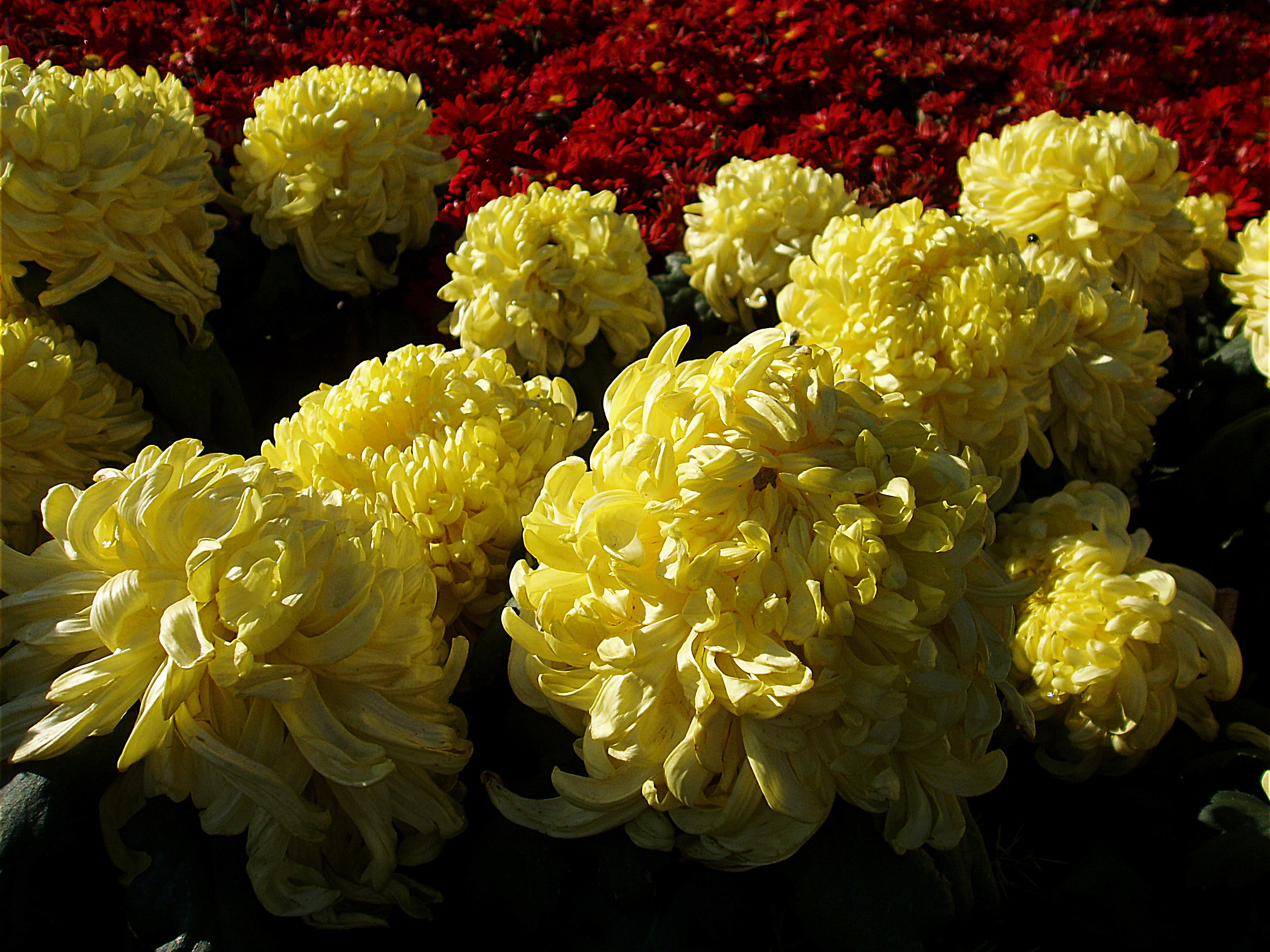
Crizanteme de grădină